# Dolina miru
Dolina miru je slovenski protivojni film iz leta 1956, ki ga je zrežiral France Štiglic. To je prvi film v seriji zbirke slovenskega filmskega centra "SI-FI Klasika".

## Časovni okvir
Film je nastal samo desetletje po odločitvi, da bo Slovenija ustanovila svojo filmsko produkcijo, in osem let po premieri prvega slovenskega celovečernega filma. 

## Nagrade
Film je bil leta 1957 predstavljen tudi na desetem filmskem festivalu v Cannesu,, kjer je bil France Štiglic kot prvi slovenski režiser nominiran za zlato palmo. Ameriški igralec John Kitzmiller je za vlogo narednika Jima na tem festivalu kot prvi temnopolti igralec prejel nagrado za najboljšega igralca 
Na festivalu v Cannesu leta 2016 so film Dolina miru ob šestdesetletnici predvajali med t.i. canskimi klasiki. 

## Igralska zasedba
- John Kitzmiller - Sgt. Jim
- Evelyne Wohlfeiler - Lotti
- Tugo Štiglic - Marko
- Boris Kralj - Sturmführer
- Maks Furijan - Scharführer
- Janez Čuk - poveljnik
- Franjo Kumer - nemški vojak
- Polde Dežman - kommisar (neobjavljeno)
- Rudi Kosmač - poročnik (neobjavljeno)
- Pero Škerl - komandant (neobjavljeno)